# Paduwa
Paduwa is een wijk in de gemeente Evere in het Brussels Hoofdstedelijk Gewest. De wijk ligt centraal in de gemeente.
De wijk ligt op het grondgebied van Evere niet ver van Schaarbeek en Sint-Lambrechts-Woluwe.